# Сандомирський Борис Петрович
Бори́с Петро́вич Сандоми́рський (1938-2018) — доктор медичних наук (1984), професор, заслужений діяч науки і техніки України, лауреат Державної премії України в галузі науки і техніки.

## Життєпис
Народився 1938 року в місті Харків. З початком нацистсько-радянської війни із батьками евакуйований до міста Рубцовськ (Алтайський край). 1961 року з відзнакою закінчив Харківський медичний інститут. Працював у лікарнях Харківської області лікарем-хірургом. Від 1966 року у Харкові очолював опікові відділення.
Від 1971 року — на кафедрі хірургії Харківського інституту вдосконалення лікарів. 1974 року захистив кандидатську дисертацію з питання опікового шоку.
З 1974 року працював в Інституті проблем кріобіології та кріомедицини НАН України. Від 1979-го — завідувач відділу експериментальної кріомедицини.
1984 року захистив докторську дисертацію «Деструктивна і захисна дія низьких температур на шкіру».
1985 року разом із співробітниками відділу вдостоєний премії АН УРСР ім. Богомольця.
Протягом 1980-1990-х років працював над створенням кріоапаратури.
За його ініціативи 1991 року було створено Харківський незалежний фонд матеріальної допомоги лікарям для під вищення кваліфікації «Харків-Квалімед».
У 1990-х очолював дослідження по створенню технологій отримання і застосування кріоконсервованих клітин і фрагментів клітин у клінічній практиці.
Є автором понад 400 наукових праць — з них 8 монографій та 42 патенти.
Як педагог підготував 2 докторів та 19 кандидатів наук.
Лауреат Державної премії України в галузі науки і техніки 2017 року (посмертно) — за роботу «Кріотермохірургічні методи та апаратура для лікування онкологічних захворювань органів черевної порожнини»; співавтори Корпан Микола Миколайович, Красносельський Микола Віллєнович, Лещенко Володимир Миколайович, Литвиненко Олександр Олександрович, Сушко Віктор Олександрович, Худецький Ігор Юліанович.
Серед робіт:
- «Пептидний склад екстрактів шкіри в залежності від її фізіологічного стану» (2008)
- «Вивчення деяких фізико-хімічних властивостей колагену, виділеного зі шкіри R. Ridibunda» (2010)
- «Вплив екстрактів тваринного походження на загоєння холодових ран» (2010)
- «Молекулярно-масовий розподіл пептидів в екстрактах тканин R. Ridibunda після перебування в різних температурних умовах» (2010)
- «Технологія моделювання остеоартрозу великих суглобів» (2010)
- «Вплив екстрактів кріоконсервованих фрагментів селезінки свиней та шкіри поросят на лейкоцитарний профіль крові щурів з холодовою травмою шкіри» (2012)
- «Вплив екстракту селезінки на пептидний склад шкіри щурів та процес загоєння холодових ран» (2012)
- «Пептиди серця свиней та поросят і їх взаємодія з альбуміном» (2012)
- «Тканиноспецифічний вплив пептидних комплексів серця» (2012)
- «Вплив екстрактів кріоконсервованих фрагментів серця на організм щурів» (2013)
- «Пептидний склад екстрактів кріоконсервованих фрагментів серця свиней та поросят» (2013)
- «Флуоресцентні зонди для дослідження пептидів» (2013)
- «Вплив С60-фулерену на в'язко-еластичні властивості мембрани еритроцитів людини» (2014)
- «Концентрація пептидів у екстрактах кріоконсервованих фрагментів органів свиней та поросят і роль ендогенних протеаз в їх утворенні» (2014)
- «Вплив водного колоїдного розчину фулерену С60 на стан мембран та біохімічні показники in vivo» (2015)
- «Вплив екстрактів кріоконсервованих фрагментів селезінки свиней та шкіри поросят на процес загоєння холодових ран у щурів» (2015) — всі у співавторстві.

Серед патентів:
- «Спосіб лікування ран», 2016 — співавтори Власов Олександр Олексійович, Сандомирський Борис Петрович, Ковальов Геннадій Олександрович, Тининика Людмила Миколаївна, Прилуцький Юрій Іванович, Бєлочкіна Ірина Владиславівна.